# Selección de fútbol sub-23 de Colombia
La Selección de fútbol Sub-23 de Colombia es el representativo del país en las competencias oficiales de fútbol de su categoría. Su organización está a cargo de la Federación Colombiana de Fútbol, la cual es miembro de la CONMEBOL, desde 1960 hasta 2004, disputó el Torneo Preolímpico Sudamericano Sub-23 debido a que el Campeonato Sudamericano Sub-20 lo reemplazó como método de clasificación para los Juegos Olímpicos. En 2020, se retomó el Torneo Preolímpico como clasificatorio a la justa deportiva.
Registra 5 participaciones en los Juegos Olímpicos: tres como selección amateur y dos como selección sub-23.

## Participación en Juegos Olímpicos

### México 1968
Colombia comenzó su participación en los Juegos Olímpicos en Fútbol enfrentando en el Grupo A a México, Francia y Guinea. Perdió el primer partido frente a México 1:0, luego cayó frente a Guinea 3:2 y derrotó a Francia 2:1.

### Múnich 1972
Colombia tuvo su segunda participación en los Juegos Olímpicos en 1972 perdiendo el primer partido 5:1 frente a Polonia, 6:1 frente a Alemania Democrática y logró derrotar 3:1 a Ghana

### Moscú 1980
Colombia participó por tercera vez en los Juegos Olímpicos en 1980 al lado de otro sudamericano Venezuela, comenzó cayendo frente a Checoslovaquia 2:1, empató frente a Kuwait 1:1 y venció a Nigeria 1:0.

### Barcelona 1992
Colombia participó por cuarta vez en los Juegos Olímpicos en fútbol donde cayó 4:0 frente a la Selección Anfitriona, empató 1:1 con Catar y perdió 4:3 frente a Egipto.

### Río de Janeiro 2016
Repesca intercontinental para los Juegos Olímpicos: 
El partido de repesca se disputó entre Colombia (que finalizó en el 2.º lugar en el Campeonato Sudamericano Sub-20 de 2015) y los Estados Unidos (que finalizó tercero en el Preolímpico de Concacaf de 2015). Se jugaron los partidos de ida y vuelta en la Fecha FIFA de marzo de 2016.
El 25 de marzo se jugó el partido de ida en el Estadio Metropolitano Roberto Meléndez con empate a un gol, marcado por Juan Fernando Quintero de penal y de Luis Gil para la visita.
El partido de vuelta se jugó el 29 de marzo en el Avaya Stadium con victoria a favor del combinado colombiano 2:1, con un doblete de Roger Martínez, el equipo estadounidense descontaría el marcador con un autogol de Deiver Machado. Así, la selección clasificaría de nuevo a un Torneo de Fútbol de los Juegos Olímpicos, al cual no asistían desde Barcelona 1992, hace 24 años.
El debut de se dio el 4 de agosto ante Suecia con empate a dos goles, las anotaciones fueron de Teófilo Gutiérrez y Dorlan Pabón quien convirtió de penal.
El 7 de agosto se jugó el segundo partido de la fase de grupos ante Japón con un empate a dos goles, las anotaciones fueron de Teófilo Gutiérrez y el autogol de Hiroki Fujiharu.
El 10 de agosto se jugó el último partido de la fase de grupos ante Nigeria donde Colombia ganó 2:0, con goles de Teófilo Gutiérrez y Dorlan Pabón quien convirtió de penal.
El 13 de agosto se jugó el partido de cuartos de final ante Brasil donde Colombia perdió 2:0, con este resultado Colombia quedó eliminada y recibió un diploma olímpico por ocupar el séptimo lugar.

## Últimos partidos y próximos duelos
Artículo principal: Anexo:Partidos de la Selección de fútbol sub-23 de Colombia
|  | N.º | Fecha                    | Escenario                          | Lugar        | Local      | Resultado    | Visitante       | Competición                   |
|  | --- | ------------------------ | ---------------------------------- | ------------ | ---------- | ------------ | --------------- | ----------------------------- |
|  | 154 | 12 de enero de 2020      | Estadio Romelio Martínez           | Barranquilla | Colombia   | 0:1          | Bolivia         | Amistoso internacional        |
|  | 155 | 18 de enero de 2020      | Hernán Ramírez Villegas            | Pereira      | Colombia   | 1:2          | Argentina       | Preolímpico Sudamericano 2020 |
|  | 156 | 21 de enero de 2020      | Estadio Centenario                 | Armenia      | Colombia   | 4:0          | Ecuador         | Preolímpico Sudamericano 2020 |
|  | 157 | 27 de enero de 2020      | Hernán Ramírez Villegas            | Pereira      | Colombia   | 2:1          | Venezuela       | Preolímpico Sudamericano 2020 |
|  | 158 | 30 de enero de 2020      | Hernán Ramírez Villegas            | Pereira      | Colombia   | 0:0          | Chile           | Preolímpico Sudamericano 2020 |
|  | 159 | 3 de febrero de 2020     | Estadio Alfonso López              | Bucaramanga  | Brasil     | 1:1          | Colombia        | Preolímpico Sudamericano 2020 |
|  | 160 | 6 de febrero de 2020     | Estadio Alfonso López              | Bucaramanga  | Colombia   | 1:2          | Argentina       | Preolímpico Sudamericano 2020 |
|  | 161 | 9 de febrero de 2020     | Estadio Alfonso López              | Bucaramanga  | Colombia   | 1:3          | Uruguay         | Preolímpico Sudamericano 2020 |
|  | 162 | 12 de septiembre de 2023 | Estadio Tlahuicole                 | Tlaxcala     | México     | 2:0          | Colombia        | Amistoso internacional        |
|  | 163 | 14 de octubre de 2023    | Estadio Ricardo Saprissa           | Tibás        | Costa Rica | 2:2          | Colombia        | Amistoso internacional        |
|  | 164 | 17 de octubre de 2023    | Estadio "Fello" Meza               | Cartago      | Costa Rica | 3:2          | Colombia        | Amistoso internacional        |
|  | 165 | 23 de octubre de 2023    | Estadio Elías Figueroa Brander     | Valparaíso   | Honduras   | 0:2          | Colombia        | Juegos Panamericanos 2023     |
|  | 166 | 26 de octubre de 2023    | Estadio Sausalito                  | Viña del Mar | Brasil     | 2:0          | Colombia        | Juegos Panamericanos 2023     |
|  | 167 | 29 de octubre de 2023    | Estadio Elías Figueroa Brander     | Valparaíso   | Colombia   | 0:2          | Estados Unidos  | Juegos Panamericanos 2023     |
|  | 168 | 1 de noviembre de 2023   | Estadio Elías Figueroa Brander     | Valparaíso   | Uruguay    | 0:0 (4:3 p.) | Colombia        | Juegos Panamericanos 2023     |
|  | 169 | 9 de diciembre de 2023   | Estadio Jaime Morón León           | Cartagena    | Colombia   | 1:1          | Perú            | Amistoso internacional        |
|  | 170 | 9 de enero de 2024       | Estadio Municipal Romelio Martínez | Barranquilla | Colombia   | 3:2          | Rep. Dominicana | Amistoso internacional        |
|  | 171 | 12 de enero de 2024      | Estadio Municipal Romelio Martínez | Barranquilla | Colombia   | 5:0          | Rep. Dominicana | Amistoso internacional        |
|  | 172 | 20 de enero de 2024      | Estadio Brígido Iriarte            | Caracas      | Ecuador    | 3:0          | Colombia        | Preolímpico Sudamericano 2024 |
|  | 173 | 26 de enero de 2024      | Estadio Brígido Iriarte            | Caracas      | Colombia   | 0:2          | Brasil          | Preolímpico Sudamericano 2024 |
|  | 174 | 29 de enero de 2024      | Estadio Brígido Iriarte            | Caracas      | Venezuela  | 1:0          | Colombia        | Preolímpico Sudamericano 2024 |
|  | 175 | 1 de febrero de 2024     | Polideportivo Misael Delgado       | Valencia     | Colombia   | 0:2          | Bolivia         | Preolímpico Sudamericano 2024 |

## Jugadores

### Última convocatoria
Futbolistas convocados para representar a la selección nacional en el Torneo Preolímpico Sudamericano Sub-23 de 2024.
|    | Nombre               | Posición          | Edad    | PJ   | Goles | Club                   |
| -- | -------------------- | ----------------- | ------- | ---- | ----- | ---------------------- |
| 1  | Sebastián Guerra     | Portero           | 24 años | (7)  | (0)   | Atlético Huila         |
| 12 | Alejandro Rodríguez  | Portero           | 24 años | (1)  | (0)   | Deportivo Cali         |
| 22 | Luis Marquinez       | Portero           | 22 años | (4)  | (0)   | Atlético Nacional      |
| 2  | Cristian Devenish    | Defensor central  | 24 años | (11) | (0)   | Rio Ave                |
| 3  | Brayan Ceballos      | Defensor central  | 24 años | (5)  | (0)   | Junior                 |
| 4  | Fernando Álvarez     | Defensor central  | 21 años | (5)  | (0)   | Montréal               |
| 5  | Jimer Fory           | Lateral izquierdo | 23 años | (3)  | (0)   | Independiente Medellín |
| 6  | Daniel Ramírez       | Lateral derecho   | 20 años | (0)  | (0)   | Barcelona La Masía     |
| 14 | Andrés Alarcón       | Defensor central  | 24 años | (4)  | (0)   | Deportivo Pasto        |
| 19 | Devan Tanton         | Lateral derecho   | 21 años | (3)  | (1)   | Fulham                 |
| 21 | Samuel Velásquez     | Lateral izquierdo | 22 años | (5)  | (0)   | Atlético Nacional      |
| 7  | Alejandro García     | Volante ofensivo  | 24 años | (10) | (0)   | Once Caldas            |
| 10 | Christian Lozano     | Volante ofensivo  | 19 años | (0)  | (2)   | Barcelona La Masía     |
| 13 | Juan Castilla        | Volante Interior  | 21 años | (11) | (1)   | Deportivo Pasto        |
| 15 | Nelson Palacio       | Volante Interior  | 24 años | (7)  | (0)   | Real Salt Lake         |
| 18 | Jhojan Torres        | Volante defensivo | 20 años | (7)  | (0)   | Santa Fe               |
| 23 | Josen Escobar        | Volante interior  | 20 años | (5)  | (0)   | América de Cali        |
| 8  | Brahian Palacios     | Extremo derecho   | 22 años | (13) | (2)   | Atlético Nacional      |
| 9  | Carlos Manuel Cortés | Delantero centro  | 23 años | (13) | (3)   | América de Cali        |
| 11 | Carlos Gómez         | Extremo derecho   | 22 años | (3)  | (0)   | Real Salt Lake         |
| 16 | Nelson Quiñones      | Extremo izquierdo | 22 años | (3)  | (0)   | Houston Dynamo         |
| 17 | Óscar Perea          | Extremo izquierdo | 19 años | (7)  | (2)   | Atlético Nacional      |
| 20 | Óscar Cortés         | Extremo derecho   | 21 años | (3)  | (0)   | Rangers                |
| DT | Héctor Cárdenas      | Entrenador        | 45 años |      |       |                        |

- Los números de los jugadores son los utilizados en el último partido oficial de la selección Colombia.

## Estadísticas

### Juegos Olímpicos
| Atenas 1896         | No hubo competición de fútbol                             | No hubo competición de fútbol                             | No hubo competición de fútbol                             | No hubo competición de fútbol                             | No hubo competición de fútbol                             | No hubo competición de fútbol                             | No hubo competición de fútbol                             | No hubo competición de fútbol                             | No hubo competición de fútbol                             | No hubo competición de fútbol                             | No hubo competición de fútbol                             |         |         |         |         |         |         |         |
| París 1900          | En 1900 y 1904 los Juegos Olímpicos los disputaron clubes | En 1900 y 1904 los Juegos Olímpicos los disputaron clubes | En 1900 y 1904 los Juegos Olímpicos los disputaron clubes | En 1900 y 1904 los Juegos Olímpicos los disputaron clubes | En 1900 y 1904 los Juegos Olímpicos los disputaron clubes | En 1900 y 1904 los Juegos Olímpicos los disputaron clubes | En 1900 y 1904 los Juegos Olímpicos los disputaron clubes | En 1900 y 1904 los Juegos Olímpicos los disputaron clubes | En 1900 y 1904 los Juegos Olímpicos los disputaron clubes | En 1900 y 1904 los Juegos Olímpicos los disputaron clubes | En 1900 y 1904 los Juegos Olímpicos los disputaron clubes |         |         |         |         |         |         |         |
| St. Louis 1904      | En 1900 y 1904 los Juegos Olímpicos los disputaron clubes | En 1900 y 1904 los Juegos Olímpicos los disputaron clubes | En 1900 y 1904 los Juegos Olímpicos los disputaron clubes | En 1900 y 1904 los Juegos Olímpicos los disputaron clubes | En 1900 y 1904 los Juegos Olímpicos los disputaron clubes | En 1900 y 1904 los Juegos Olímpicos los disputaron clubes | En 1900 y 1904 los Juegos Olímpicos los disputaron clubes | En 1900 y 1904 los Juegos Olímpicos los disputaron clubes | En 1900 y 1904 los Juegos Olímpicos los disputaron clubes | En 1900 y 1904 los Juegos Olímpicos los disputaron clubes | En 1900 y 1904 los Juegos Olímpicos los disputaron clubes |         |         |         |         |         |         |         |
| Londres 1908        | Sin participación                                         | Sin participación                                         | Sin participación                                         | Sin participación                                         | Sin participación                                         | Sin participación                                         | Sin participación                                         | Sin participación                                         | Sin participación                                         | Sin participación                                         | Sin participación                                         |         |         |         |         |         |         |         |
| Estocolmo 1912      | Sin participación                                         | Sin participación                                         | Sin participación                                         | Sin participación                                         | Sin participación                                         | Sin participación                                         | Sin participación                                         | Sin participación                                         | Sin participación                                         | Sin participación                                         | Sin participación                                         |         |         |         |         |         |         |         |
| Amberes 1920        | Sin participación                                         | Sin participación                                         | Sin participación                                         | Sin participación                                         | Sin participación                                         | Sin participación                                         | Sin participación                                         | Sin participación                                         | Sin participación                                         | Sin participación                                         | Sin participación                                         |         |         |         |         |         |         |         |
| París 1924          | Sin participación                                         | Sin participación                                         | Sin participación                                         | Sin participación                                         | Sin participación                                         | Sin participación                                         | Sin participación                                         | Sin participación                                         | Sin participación                                         | Sin participación                                         | Sin participación                                         |         |         |         |         |         |         |         |
| Ámsterdam 1928      | Sin participación                                         | Sin participación                                         | Sin participación                                         | Sin participación                                         | Sin participación                                         | Sin participación                                         | Sin participación                                         | Sin participación                                         | Sin participación                                         | Sin participación                                         | Sin participación                                         |         |         |         |         |         |         |         |
| Los Ángeles 1932    | No hubo competición de fútbol                             | No hubo competición de fútbol                             | No hubo competición de fútbol                             | No hubo competición de fútbol                             | No hubo competición de fútbol                             | No hubo competición de fútbol                             | No hubo competición de fútbol                             | No hubo competición de fútbol                             | No hubo competición de fútbol                             | No hubo competición de fútbol                             | No hubo competición de fútbol                             |         |         |         |         |         |         |         |
| Berlín 1936         | Sin participación                                         | Sin participación                                         | Sin participación                                         | Sin participación                                         | Sin participación                                         | Sin participación                                         | Sin participación                                         | Sin participación                                         | Sin participación                                         | Sin participación                                         | Sin participación                                         |         |         |         |         |         |         |         |
| Londres 1948        | Sin participación                                         | Sin participación                                         | Sin participación                                         | Sin participación                                         | Sin participación                                         | Sin participación                                         | Sin participación                                         | Sin participación                                         | Sin participación                                         | Sin participación                                         | Sin participación                                         |         |         |         |         |         |         |         |
| Helsinki 1952       | Sin participación                                         | Sin participación                                         | Sin participación                                         | Sin participación                                         | Sin participación                                         | Sin participación                                         | Sin participación                                         | Sin participación                                         | Sin participación                                         | Sin participación                                         | Sin participación                                         |         |         |         |         |         |         |         |
| Melbourne 1956      | Sin participación                                         | Sin participación                                         | Sin participación                                         | Sin participación                                         | Sin participación                                         | Sin participación                                         | Sin participación                                         | Sin participación                                         | Sin participación                                         | Sin participación                                         | Sin participación                                         |         |         |         |         |         |         |         |
| Roma 1960           | No clasificó                                              | No clasificó                                              | No clasificó                                              | No clasificó                                              | No clasificó                                              | No clasificó                                              | No clasificó                                              | No clasificó                                              | No clasificó                                              | No clasificó                                              | No clasificó                                              |         |         |         |         |         |         |         |
| Tokio 1964          | No clasificó                                              | No clasificó                                              | No clasificó                                              | No clasificó                                              | No clasificó                                              | No clasificó                                              | No clasificó                                              | No clasificó                                              | No clasificó                                              | No clasificó                                              | No clasificó                                              |         |         |         |         |         |         |         |
| México 1968         | Primera fase                                              | 10º                                                       | 3                                                         | 1                                                         | 0                                                         | 2                                                         | 4                                                         | 5                                                         | -1                                                        | Amateur                                                   | Amateur                                                   | Amateur | Amateur | Amateur | Amateur | Amateur | Amateur | Amateur |
| Múnich 1972         | Primera fase                                              | 11º                                                       | 3                                                         | 1                                                         | 0                                                         | 2                                                         | 5                                                         | 12                                                        | -7                                                        | Amateur                                                   | Amateur                                                   | Amateur | Amateur | Amateur | Amateur | Amateur | Amateur | Amateur |
| Montreal 1976       | No clasificó                                              | No clasificó                                              | No clasificó                                              | No clasificó                                              | No clasificó                                              | No clasificó                                              | No clasificó                                              | No clasificó                                              | No clasificó                                              | No clasificó                                              | No clasificó                                              |         |         |         |         |         |         |         |
| Moscú 1980          | Primera fase                                              | 11º                                                       | 3                                                         | 1                                                         | 1                                                         | 1                                                         | 2                                                         | 4                                                         | -2                                                        | Amateur                                                   | Amateur                                                   | Amateur | Amateur | Amateur | Amateur | Amateur | Amateur | Amateur |
| Los Ángeles 1984    | No clasificó                                              | No clasificó                                              | No clasificó                                              | No clasificó                                              | No clasificó                                              | No clasificó                                              | No clasificó                                              | No clasificó                                              | No clasificó                                              | No clasificó                                              | No clasificó                                              |         |         |         |         |         |         |         |
| Seúl 1988           | No clasificó                                              | No clasificó                                              | No clasificó                                              | No clasificó                                              | No clasificó                                              | No clasificó                                              | No clasificó                                              | No clasificó                                              | No clasificó                                              | No clasificó                                              | No clasificó                                              |         |         |         |         |         |         |         |
| Barcelona 1992      | Primera fase                                              | 14º                                                       | 3                                                         | 0                                                         | 1                                                         | 2                                                         | 4                                                         | 9                                                         | -5                                                        | Sub-23                                                    | Sub-23                                                    | Sub-23  | Sub-23  | Sub-23  | Sub-23  | Sub-23  | Sub-23  | Sub-23  |
| Atlanta 1996        | No clasificó                                              | No clasificó                                              | No clasificó                                              | No clasificó                                              | No clasificó                                              | No clasificó                                              | No clasificó                                              | No clasificó                                              | No clasificó                                              | No clasificó                                              | No clasificó                                              |         |         |         |         |         |         |         |
| Sídney 2000         | No clasificó                                              | No clasificó                                              | No clasificó                                              | No clasificó                                              | No clasificó                                              | No clasificó                                              | No clasificó                                              | No clasificó                                              | No clasificó                                              | No clasificó                                              | No clasificó                                              |         |         |         |         |         |         |         |
| Atenas 2004         | No clasificó                                              | No clasificó                                              | No clasificó                                              | No clasificó                                              | No clasificó                                              | No clasificó                                              | No clasificó                                              | No clasificó                                              | No clasificó                                              | No clasificó                                              | No clasificó                                              |         |         |         |         |         |         |         |
| Pekín 2008          | No clasificó                                              | No clasificó                                              | No clasificó                                              | No clasificó                                              | No clasificó                                              | No clasificó                                              | No clasificó                                              | No clasificó                                              | No clasificó                                              | No clasificó                                              | No clasificó                                              |         |         |         |         |         |         |         |
| Londres 2012        | No clasificó                                              | No clasificó                                              | No clasificó                                              | No clasificó                                              | No clasificó                                              | No clasificó                                              | No clasificó                                              | No clasificó                                              | No clasificó                                              | No clasificó                                              | No clasificó                                              |         |         |         |         |         |         |         |
| Río de Janeiro 2016 | Cuartos de final                                          | 7°                                                        | 4                                                         | 1                                                         | 2                                                         | 1                                                         | 6                                                         | 6                                                         | 0                                                         | Sub-23                                                    | Sub-23                                                    | Sub-23  | Sub-23  | Sub-23  | Sub-23  | Sub-23  | Sub-23  | Sub-23  |
| Tokio 2020          | No clasificó                                              | No clasificó                                              | No clasificó                                              | No clasificó                                              | No clasificó                                              | No clasificó                                              | No clasificó                                              | No clasificó                                              | No clasificó                                              | No clasificó                                              | No clasificó                                              |         |         |         |         |         |         |         |
| París 2024          | No clasificó                                              | No clasificó                                              | No clasificó                                              | No clasificó                                              | No clasificó                                              | No clasificó                                              | No clasificó                                              | No clasificó                                              | No clasificó                                              | No clasificó                                              | No clasificó                                              |         |         |         |         |         |         |         |
| Total               | 5/15                                                      | 30°                                                       | 16                                                        | 4                                                         | 4                                                         | 8                                                         | 21                                                        | 36                                                        | -15                                                       | Sub-23                                                    |                                                           |         |         |         |         |         |         |         |

### Torneo Preolímpico Sudamericano
En 1960, se jugó el primer Preolímpico Sudamericano Sub-23. La competencia servía como Clasificatoria Sudamericana para los Juegos Olímpicos, que es llevada a cabo cada 4 años desde 1900. Desde 2007, dejó de disputarse debido a que el Campeonato Sudamericano Sub-20 lo reemplazó como método de clasificación para los Juegos Olímpicos. Dicho campeonato otorga dos plazas a la competencia olímpica.
| Edición | Ronda                          | Posición                       | PJ                             | PG                             | PE                             | PP                             | GF                             | GC                             | Dif                            | Goleador                       |
| ------- | ------------------------------ | ------------------------------ | ------------------------------ | ------------------------------ | ------------------------------ | ------------------------------ | ------------------------------ | ------------------------------ | ------------------------------ | ------------------------------ |
| 1960    | Primera fase                   | 10º                            | 2                              | 1                              | 0                              | 1                              | 3                              | 7                              | -4                             | Fernando Home: 2               |
| 1964    | Cuarto lugar                   | 4º                             | 6                              | 1                              | 2                              | 3                              | 6                              | 10                             | -4                             | Caicedo: 2                     |
| 1968    | Subcampeón                     | 2.º                            | 6                              | 4                              | 1                              | 1                              | 10                             | 7                              | 3                              | Gustavo Santa: 3               |
| 1972    | Subcampeón                     | 2º                             | 7                              | 2                              | 5                              | 0                              | 7                              | 4                              | 3                              | Adolfo Andrade: 4              |
| 1976    | Cuarto lugar                   | 4º                             | 5                              | 1                              | 2                              | 2                              | 5                              | 9                              | -4                             | Eduardo Vilarete: 3            |
| 1980    | Subcampeón                     | 2º                             | 6                              | 3                              | 1                              | 2                              | 10                             | 5                              | 5                              | Rafael Agudelo: 4              |
| 1984    | Primera fase                   | 5º                             | 2                              | 0                              | 0                              | 2                              | 1                              | 5                              | -4                             | Víctor Manuel Pérez: 1         |
| 1988    | Cuarto lugar                   | 4º                             | 7                              | 4                              | 1                              | 2                              | 7                              | 4                              | 3                              | Juan Jairo Galeano: 2          |
| 1992    | Subcampeón                     | 2º                             | 7                              | 4                              | 2                              | 1                              | 14                             | 3                              | 11                             | Iván René Valenciano: 5        |
| 1996    | Primera fase                   | 9º                             | 4                              | 0                              | 2                              | 2                              | 6                              | 11                             | -5                             | Oswaldo Mackenzie: 3           |
| 2000    | Primera fase                   | 6º                             | 4                              | 2                              | 1                              | 1                              | 10                             | 13                             | -3                             | Mayer Candelo: 3               |
| 2004    | Repechaje                      | 5º                             | 5                              | 2                              | 0                              | 3                              | 7                              | 9                              | -2                             | Sergio Herrera: 5              |
| 2007    | Campeonato Sudamericano Sub-20 | Campeonato Sudamericano Sub-20 | Campeonato Sudamericano Sub-20 | Campeonato Sudamericano Sub-20 | Campeonato Sudamericano Sub-20 | Campeonato Sudamericano Sub-20 | Campeonato Sudamericano Sub-20 | Campeonato Sudamericano Sub-20 | Campeonato Sudamericano Sub-20 | Campeonato Sudamericano Sub-20 |
| 2011    | Campeonato Sudamericano Sub-20 | Campeonato Sudamericano Sub-20 | Campeonato Sudamericano Sub-20 | Campeonato Sudamericano Sub-20 | Campeonato Sudamericano Sub-20 | Campeonato Sudamericano Sub-20 | Campeonato Sudamericano Sub-20 | Campeonato Sudamericano Sub-20 | Campeonato Sudamericano Sub-20 | Campeonato Sudamericano Sub-20 |
| 2015    | Campeonato Sudamericano Sub-20 | Campeonato Sudamericano Sub-20 | Campeonato Sudamericano Sub-20 | Campeonato Sudamericano Sub-20 | Campeonato Sudamericano Sub-20 | Campeonato Sudamericano Sub-20 | Campeonato Sudamericano Sub-20 | Campeonato Sudamericano Sub-20 | Campeonato Sudamericano Sub-20 | Campeonato Sudamericano Sub-20 |
| 2020    | Cuarto lugar                   | 4º                             | 7                              | 2                              | 2                              | 3                              | 10                             | 9                              | 1                              | Edwuin Cetré: 4                |
| 2024    | Primera fase                   | 10º                            | 4                              | 0                              | 0                              | 4                              | 0                              | 8                              | -8                             | No tiene gol                   |
| Total   | 14/14                          | 5°                             | 72                             | 26                             | 19                             | 27                             | 96                             | 106                            | -9                             |                                |

### Copa de las Américas Sub-23
| Edición       | Ronda   | Posición | PJ | PG | PE | PP | GF | GC | DIF |
| Colombia 1994 | Campeón | 1.º      | 5  | 5  | 0  | 0  | 17 | 3  | +14 |
| Total         |         | 1.º      | 5  | 5  | 0  | 0  | 17 | 3  | +14 |
| ------------- | ------- | -------- | -- | -- | -- | -- | -- | -- | --- |

## Palmarés

### Torneos Oficiales (1)
| Competición          | Campeón  | Subcampeón                 | Tercer lugar | Cuarto lugar               | Selección |
| -------------------- | -------- | -------------------------- | ------------ | -------------------------- | --------- |
| Olímpicos            |          |                            |              |                            | Sub-23    |
| Preolímpico          |          | 4 (1968, 1972, 1980, 1992) |              | 4 (1964, 1976, 1988, 2020) | Sub-23    |
| Copa de las Américas | 1 (1994) |                            |              |                            | Sub-23    |

### Torneos amistosos
- Copa Feria Internacional de San Sebastián Sub-23 (Venezuela): 1984.[1]
- Copa La Instantánea Sub-23 (Barranquilla): 1992.[2]
- Torneo de las Américas Sub-23 (Colombia): 1994.[3][4]
- CFA International Tournament Sub-23 (China): 2015[5][6]
- Copa Desafio Kirin Sub-23 (Japón): 2019